# Georg Bruder (Journalist)
Georg Bruder (* 26. April 1979 in Zell am Harmersbach) ist ein deutscher Journalist. Er moderiert seit Mai 2019 SWR Aktuell Baden-Württemberg, die Hauptausgabe der Fernsehnachrichten des Südwestrundfunk.

## Leben
Georg Bruder wuchs im Schwarzwald auf. Nach einer technischen Ausbildung in der Industrie machte er sein Abitur in Freiburg im Breisgau. Danach studierte er Kommunikationswissenschaft mit den Schwerpunkten Politik, Journalistik und Marketing an der Uni Hohenheim. 
Parallel sammelte er journalistische Erfahrungen beim ZDF-Landesstudio Baden-Württemberg und dem Evangelischen Medienhaus in Stuttgart. Über die Ausbildung beim Institut für Moderation (imo) in Stuttgart kam er zum Südwestrundfunk.
Georg Bruder ist verheiratet und hat zwei Kinder. 

## Beruf
Beim Südwestrundfunk arbeitete Georg Bruder zunächst als Redakteur und Chef vom Dienst bei der Talkshow Nachtcafé. Später war er als Reporter und Redakteur bei der Landesschau Baden-Württemberg. Für dieses Fernsehmagazin war er auch als Live-Reporter in Baden-Württemberg unterwegs. Bis zu seinem Wechsel zu den Nachrichten arbeitete er beim Politikmagazin Zur Sache Baden-Württemberg! Seit 2019 präsentiert er als Nachfolger von Dieter Fritz die Nachrichtensendung SWR Aktuell Baden-Württemberg um 19.30 Uhr, im wöchentlichen Wechsel mit Stephanie Haiber. Bei der Europa- und Kommunalwahl 2024 hat er die SWR-Wahlsendung "Baden-Württemberg wählt - Die Europa- und Kommunalwahl" moderiert. Zur Bundestagswahl 2025 hat er die Sendung "Baden-Württemberg wählt - Der Wahlabend" sowie die Sondersendung "Zur Sache! Extra - Bundestagswahl vorbei, Landtagswahl voraus!" mit Blick auf die anstehenden Landtagswahlen im kommenden Jahr moderiert.  

## Auszeichnungen
2022 wurde Georg Bruder mit dem erstmals verliehenen Publikumspreis beim Bremer Fernsehpreis ausgezeichnet.